# Puente Eiffel (Láchar)
El Puente Eiffel es un vial situado a escasos metros de la localidad española de Láchar, en la provincia de Granada, entre su término municipal y el de Pinos Puente, que permitía cruzar el río Genil originalmente por tren, y más tarde por tráfico rodado, hasta su cierre definitivo en el año 2006.
Fue diseñado por la escuela del francés Gustave Eiffel —arquitecto de la Torre Eiffel—, y está considerado como el último vestigio de la Revolución Industrial en la Vega de Granada.

## Descripción
Su estructura es de hierro y todas las piezas están unidas o encajadas con remaches, sin soldadura alguna.

## Historia
El puente fue construido en 1897 por encargo del Don Julio Quesada-Cañaveral, VIII Duque de San Pedro de Galatino, para unir por tren la estación de Íllora con dos importantes fábricas que tenía el noble en Láchar, convirtiéndose así en el segundo ferrocarril de la provincia de Granada.
El duque poseía las tierras que ocupan casi todo el municipio lachareño y varias azucareras en la Vega. El cultivo decayó, el ferrocarril desapareció y el puente fue utilizado décadas después por los coches como vía de comunicación entre Láchar, Daimuz Bajo, Valderrubio, Fuente Vaqueros y Escóznar. No fue hasta 2006 cuando quedara inservible tras el accidente de un vehículo que provocó la rotura de una pequeña parte de la sujeción y el posterior derrumbamiento de toda la estructura. En la actualidad existe otro puente de mejores proporciones construido junto al anterior.

## Situación actual
Se trata de un monumento clasificado y de obligada conservación, tanto en el Plan General de Ordenación Urbana (PGOU) de Láchar, como en el Plan de Ordenación Territorial de la Aglomeración Urbana de Granada (POTAUG), como construcción singular y elemento de interés.
Sin embargo, en la actualidad, presenta un alto nivel de abandono, sin que se haya realizado ninguna labor de remodelación ni acondicionamiento para que pueda ser usado como plataforma para peatones y ciclistas. Esto provoca que, en ocasiones, el puente actúe como presa o tapón con las crecidas del río.